# Ran (filme)
Ran (乱, ran, em japonês; luàn, em chinês, prt: Ran - Os Senhores da Guerra; bra: Ran) é um filme franco-japonês de 1985, do gênero drama de guerra, dirigido por Akira Kurosawa, com roteiro baseado na peça King Lear de William Shakespeare.

## Elenco
- Tatsuya Nakadai como Hidetora Ichimonji
- Akira Terao como Taro
- Jinpachi Nezu como Jiro
- Daisuke Ryû como Saburo
- Mieko Harada como Kaede
- Yoshiko Miyazaki como Sue
- Hisashi Igawa como Kurogane
- Masayuki Yui como Tango
- Shinosuke "Peter" Ikehata..Ryoami/Bobo
- Kazuto Kato como Ikoma
- Hitoshi Ueki como Fujimaki
- Norio Matsui como Ogura
- Mansai Nomura como Tsurumaru

## Principais prêmios e indicações
Oscar 1986 (EUA)
- Venceu na categoria de melhor figurino - Emi Wada.[6]
- Indicado na categoria de melhor direção de arte, fotografia e diretor[6]

BAFTA 1987 (Reino Unido)
- Venceu nas categorias de melhor filme e maquiagem[6]

Globo de Ouro 1986 (EUA)
- Indicado na categoria de melhor filme estrangeiro.[6]